# Dhanya Nair
Dhanya Nair (* 16. Juli 1984) ist eine indische Badmintonspielerin. 

## Karriere
Dhanya Nair gewann bei der Indischen Badmintonmeisterschaft 2009 Silber im Damendoppel mit Anita Ohlan. Bei den India International 2004 wurde sie Dritte ebenso wie bei den Pakistan International 2004. 2009 siegte sie bei den Kenya International. Rang zwei belegte sie bei den Bahrain International 2010, den Iran Fajr International 2011 und den Uganda International 2011.